# Alexei Wiktorowitsch Tertyschny
Alexei Wiktorowitsch Tertyschny (russisch Алексей Викторович Тертышный; * 27. März 1977 in Tscheljabinsk, Russische SFSR) ist ein ehemaliger russischer Eishockeyspieler, der im Laufe seiner Karriere unter anderem für den HK Traktor Tscheljabinsk, Ak Bars Kasan und HK Metallurg Magnitogorsk in der Kontinentalen Hockey-Liga respektive Superliga aktiv war.

## Karriere
Alexei Tertyschny begann seine Karriere als Eishockeyspieler in seiner Heimatstadt in der Nachwuchsabteilung des HK Traktor Tscheljabinsk, für dessen Profimannschaft er von 1994 bis 1999 in der russischen Superliga aktiv war. Anschließend wechselte der Flügelspieler zu dessen Ligarivalen Ak Bars Kasan, mit dem er 2000 und 2002 jeweils russischer Vizemeister wurde. Von 2003 bis 2007 stand er für den HK Metallurg Magnitogorsk auf dem Eis, mit dem er nach einer weiteren Vizemeisterschaft 2004 erstmals in der Saison 2006/07 Russischer Meister wurde. Zudem gewann er mit Metallurg 2005 den Spengler Cup.
Die Saison 2007/08 verbrachte Tertyschny beim HK Awangard Omsk. Anschließend wurde er zur folgenden Spielzeit vom HK ZSKA Moskau aus der neu gegründeten Kontinentalen Hockey-Liga verpflichtet. Die Hauptstädter verließ er jedoch bereits nach 21 Spielen, in denen er acht Punkte erzielen konnte, und schloss sich dem HK Sibir Nowosibirsk an. In der Saison 2009/10 unterlag der Linksschütze erst im Playoff-Finale um den Gagarin Cup seinem Ex-Club Ak Bars Kasan. Für die Saison 2010/11 wurde der Russe vom ukrainischen KHL-Neuling HK Budiwelnik Kiew verpflichtet. Da dieser den Spielbetrieb nicht aufnahm, wechselte Tertyschny zurück zu seinem Heimatverein nach Tscheljabinsk. Am Saisonende wurde sein Vertrag nicht verlängert und Tertyschny beendete seine Karriere.

### Als Trainer
Seit 2013 ist Alexei Tertyschny als Trainer aktiv, zunächst beim HK Tschelmet Tscheljabinsk, später bei der Juniorenmannschaft Mamonty Jugry, anschließend als Co-Trainer bei Kunlun Red Star. Zu Beginn der Saison 2017/18 betreute er den chinesischen Teilnehmer an der Wysschaja Hockey-Liga, KRS Heilongjiang, der ebenfalls zu Kunlun Red Star gehört. Ab September 2017 war Tertyschny wieder Cheftrainer beim HK Tschelmet Tscheljabinsk, ein Jahr später wurde er Assistenztrainer beim Partnerklub HK Traktor. Im Oktober 2018 wurde er bei Traktor zum Cheftrainer befördert, ehe er zur Saison 2019/20 wieder in das zweite Glied rückte. Nach der Spielzeit endete sein Engagement dort.

## Erfolge und Auszeichnungen
- 2000 Russischer Vizemeister mit Ak Bars Kasan
- 2002 Russischer Vizemeister mit Ak Bars Kasan
- 2004 Russischer Vizemeister mit dem HK Metallurg Magnitogorsk
- 2005 Spengler-Cup-Gewinn mit dem HK Metallurg Magnitogorsk
- 2007 Russischer Meister mit dem HK Metallurg Magnitogorsk
- 2010 KHL-Vizemeister mit dem HK MWD Balaschicha

## KHL-Statistik
(Stand: Ende der Saison 2010/11)